# Peristedion greyae
Peristedion greyae és una espècie de peix pertanyent a la família dels peristèdids.

## Hàbitat
És un peix marí, demersal i de clima tropical que viu fins als 165 m de fondària.

## Distribució geogràfica
Es troba a l'Atlàntic occidental central: els Estats Units.

## Observacions
És inofensiu per als humans.